# Charta della Regola
La Charta della Regola di Cavareno è un documento redatto nel 1632 ed osservato fino all'invasione napoleonica del Trentino. Con tale atto la comunità di Cavareno, organizzata in forma di regola, assumeva precisi oneri ed otteneva diversi privilegi, concessi dall'autorità politico-religiosa con giurisdizione sul territorio.

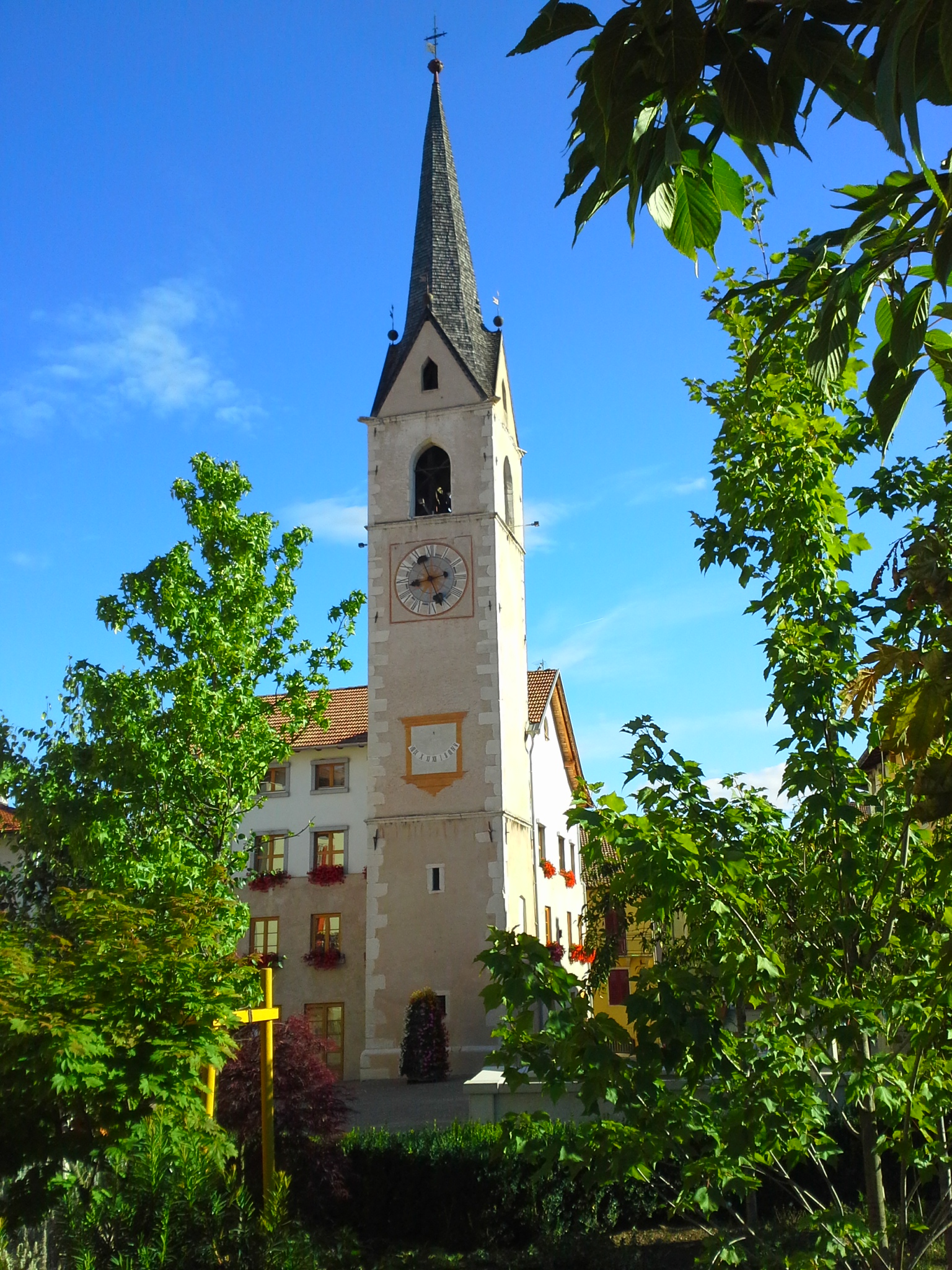
Campanile di Cavareno

  In altre zone della val di Non e nel resto del Trentino questo tipo di documenti era denominato carta di regola.

## Storia
Trasmesse dapprima oralmente, le carte di regola contenevano norme che iniziarono ad essere messe per iscritto a partire dal XIII secolo. Furono redatte prima in lingua latina, poi in lingua volgare, e affinché fossero valida serviva l'approvazione del Principe Vescovo di Trento.  La Comunità di Cavareno fece trascrivere la propria carta nel 1578, ma di questo documento non si hanno più notizie. La copia più antica della Charta della Regola di Cavareno a noi giunta è stata invece trascritta e tradotta in volgare italiano nel 1632, e poi arricchita da altri capitoli nei secoli seguenti.
Le norme della Charta della Regola di Cavareno definivano in modo preciso tutti i momenti della vita contadina: il tempo del taglio del fieno, il taglio del legname, il come e dove accatastare la legna tagliata, le modalità del pascolo del bestiame, come partecipare alla vita della comunità, e così via. Venivano pure definite l'organizzazione sociale della regola, le cariche elettive e le modalità della loro nomina.
Con l'arrivo delle truppe napoleoniche questa antica istituzione che organizzava la vita a Cavareno venne soppressa, ed al posto delle antiche regole furono creati i moderni comuni.
In alcune zone del Trentino si è in seguito ripresa l'organizzazione della Regola, e questo è avvenuto in val di Fiemme, a Ragoli e a Predazzo.

## Rievocazione storica
A Cavareno, dal 1992, ogni primo fine settimana di agosto, si organizza una festa che richiama la Charta ed intende rievocare usi e costumi della valle, riscoprendo e presentando ai turisti ed ai residenti gli antichi mestieri. Per l'occasione vengono aperti portici, cortili e cantine delle antiche case del paese. Figuranti che indossano abiti ricostruiti con ricerche storiche impersonano nobili e popolani e sfilano per il borgo, accompagnati da musica ed altre attrazioni come saltimbanchi e sbandieratori.
La festa offre anche la possibilità di conoscere e consumare i prodotti tipici locali ed è un ottimo richiamo turistico.